# Andy Hallett
Andrew Alcott „Andy“ Hallett (4. srpna 1975 Barnstable, Massachusetts – 29. března 2009 Los Angeles, Kalifornie) byl americký herec.
V Los Angeles působil jako osobní asistent Kai Coleové, manželky scenáristy Josse Whedona, v jehož seriálu Buffy, přemožitelka upírů se v roce 1999 objevil v drobné roli studenta (epizoda „Ticho“). Poté, co Whedon objevil Hallettovo pěvecké nadání, vytvořil pro něj roli zpívajícího démona Lorna v seriálu Angel, kde působil v letech 2000–2004. V roce 2001 se objevil v minisérii The Enforcers, o rok později se představil ve filmu Chance a v roce 2005 daboval v animovaném snímku Geppetto's Secret. Roku 2005 mu následkem jiného zdravotního problému vznikla kardiomyopatie. Zemřel na srdeční selhání v nemocnici v Los Angeles 29. března 2009.